# Richard III (film, 1908)
Pour les articles homonymes, voir Richard III (homonymie).
Pour plus de détails, voir Fiche technique et Distribution.
Richard III est un film muet américain réalisé par J. Stuart Blackton et William V. Ranous, sorti en 1908.

## Fiche technique
- Titre original : Richard III
- Pays d'origine :  États-Unis
- Année : 1908
- Réalisation : J. Stuart Blackton et William V. Ranous
- Histoire : William Shakespeare, d'après sa pièce éponyme
- Société de production : Vitagraph Company of America
- Société de distribution : Vitagraph Company of America
- Format : Noir et blanc – 1,33:1 – 35 mm – Muet
- Genre : drame
- Durée bobine : 301 mètres
- Dates de sortie : 
  -  États-Unis : 26 septembre 1908

## Distribution
- William V. Ranous : Richard III
- Florence Auer : …
- Maurice Costello : …
- Julia Swayne Gordon : …
- Thomas H. Ince : …
- Florence Lawrence : …
- Paul Panzer : …
- Harry Solter : …